# Eleições estaduais no Piauí em 2010
As eleições estaduais no Piauí em 2010 ocorreram em 3 de outubro como parte das eleições em 26 estados e no Distrito Federal. Foram eleitos o governador Wilson Martins, o vice-governador Moraes Souza Filho, os senadores Wellington Dias e Ciro Nogueira, além de 10 deputados federais e 30 estaduais. Como nenhum candidato a governador assegurou metade mais um dos votos válidos, houve um segundo turno em 31 de outubro entre Wilson Martins e Silvio Mendes com a vitória do primeiro citado. Segundo a Constituição, o governador teria um mandato de quatro anos com direito a uma reeleição e assim Wilson Martins foi reconduzido ao cargo que ocupava após a renúncia do titular.
Natural de Santa Cruz do Piauí, o governador Wilson Martins é médico formado pela Universidade Federal do Piauí com residência em Neurocirurgia na Universidade Federal do Rio de Janeiro e especialização em Neurologia pela Pontifícia Universidade Católica do Rio de Janeiro e em Administração Hospitalar e Sanitária pela Universidade Gama Filho com curso de aperfeiçoamento em Berlim e Mestrado em Neurocirurgia pela Universidade de São Paulo. Professor da Universidade Federal do Piauí e cirurgião do Hospital Getúlio Vargas em Teresina, integra a Sociedade Brasileira de Neurocirurgia e a Academia Brasileira de Neurocirurgia. Foi presidente da Associação Piauiense de Medicina entre 1991 e 1993 e depois presidente da Fundação Municipal de Saúde na terceira administração de Wall Ferraz frente à prefeitura de Teresina.
Eleito deputado estadual pelo PSDB em 1994, 1998 e 2002, legenda que trocaria pelo PSB do qual é presidente do diretório estadual. Secretário de Desenvolvimento Rural no governo Wellington Dias deixou o cargo em 2006 para ser candidato a vice-governador na chapa que reelegeu Wellington Dias. Em 1º de abril de 2010, com a renúncia de Wellington Dias para concorrer ao Senado Federal, Wilson Martins chegou ao Palácio de Karnak sendo reeleito em 31 de outubro superando o médico Silvio Mendes no segundo turno. A vitória de Wilson Martins foi a terceira obtida pelo grupo político integrado pelo PT após a política estadual ser dominada pelo PFL e o PMDB ao longo dos anos 1980 e 1990. O governador reeleito do Piauí é sobrinho-neto de Eurípedes Aguiar (governador entre 1916-1920) e tetraneto de Manoel de Sousa Martins, o Visconde da Parnaíba, que governou a província durante vinte e um anos (1823-1843) abrangendo o Primeiro Reinado, o Período Regencial e os primeiros anos do Segundo Reinado.
Para vice-governador foi eleito o empresário Moraes Souza Filho. Nascido em Parnaíba, ele é filho de Moraes Souza e sobrinho de Mão Santa. Antes de fazer carreira política ocupou a diretoria de Desenvolvimento do Serviço Nacional de Aprendizagem Industrial (SENAI/PI) e compõe a direção da Federação das Indústrias do Estado do Piauí (FIEPI). Em Parnaíba foi eleito vereador pelo PFL em 1992 e prefeito em 1996 embora tenha perdido a reeleição pelo PSDB no ano 2000. Eleito deputado estadual em 2002, transferiu-se para o PMDB e foi reeleito em 2006.
No pleito para o Senado Federal o mais votado foi Wellington Dias, político filiado ao PT e que era governador até abril deste ano e a segunda cadeira coube ao advogado Ciro Nogueira que exercia o quarto mandato consecutivo de deputado federal. Originário do PFL, perdeu a eleição para prefeito de Teresina no ano 2000. Filiado ao PP foi eleito para um mandato que seu pai não conquistou em 1986 e o qual pertenceu ao seu sogro, Lucídio Portela, após as eleições de 1990.

## Resultado da eleição para governador
No Piauí, foram nove os candidatos à governador, sendo que Lourdes Melo (PCO) e Francisco Macedo (PMN) tiveram suas candidaturas cassadas e as chapas não apresentaram substitutos.

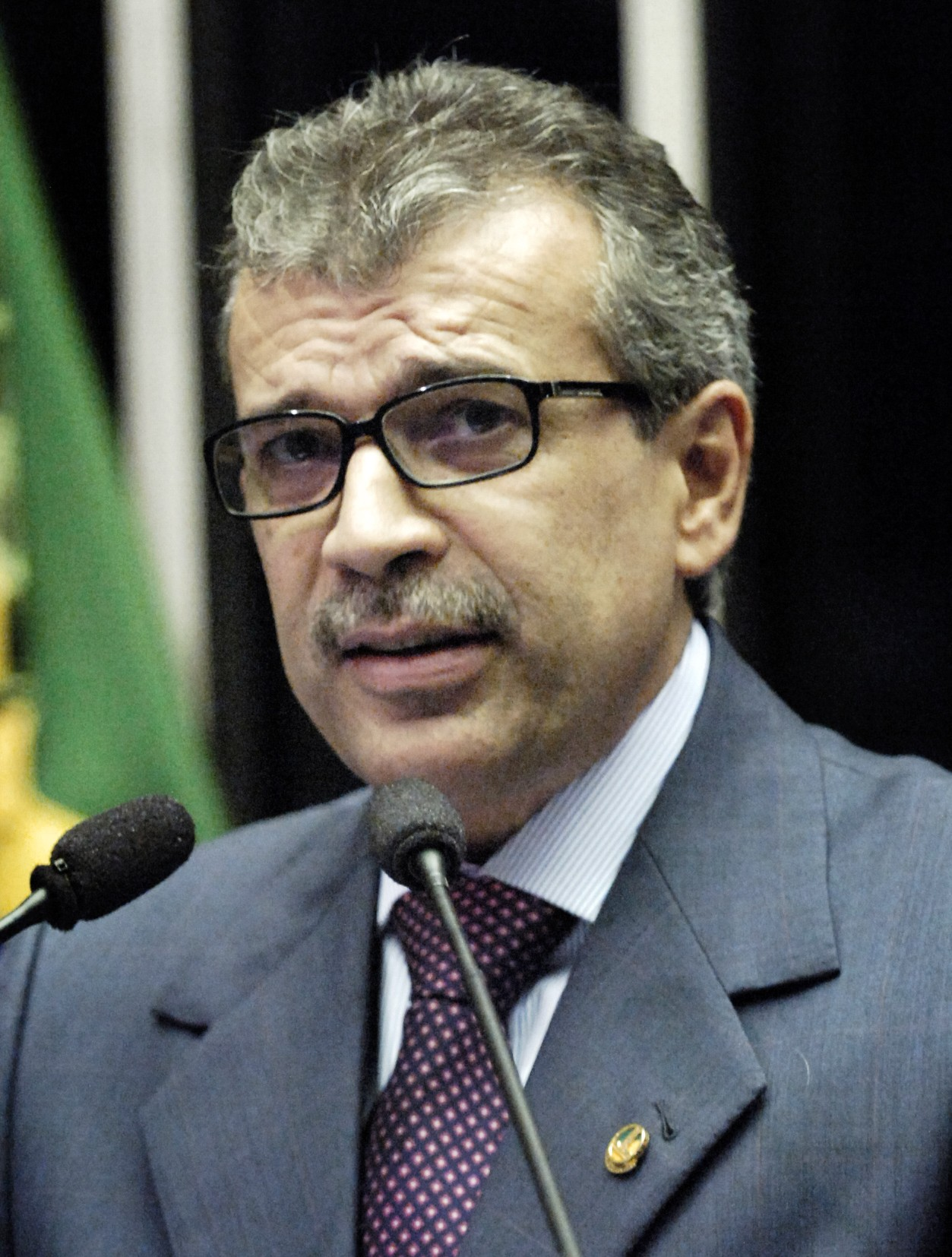
João Vicente.

| Candidatos a governador do estado | Candidatos a vice-governador | Número | Coligação                                                             | Votação | Percentual |
| --------------------------------- | ---------------------------- | ------ | --------------------------------------------------------------------- | ------- | ---------- |
| Wilson Martins PSB                | Moraes Souza Filho PMDB      | 40     | Para o Piauí Seguir Mudando (PSB, PMDB, PT, PRB, PTN, PR, PRP, PCdoB) | 725.563 | 46,37%     |
| Silvio Mendes PSDB                | R. Sá Filho PSDB             | 45     | A Força do Povo (PSDB, DEM, PPS, PSC)                                 | 470.660 | 30,08%     |
| João Vicente Claudino PTB         | Flávio Nogueira PDT          | 14     | Por um Piauí Novo (PTB, PDT, PP, PRTB, PHS, PTC, PTdoB)               | 337.028 | 21,54%     |
| Teresa Britto PV                  | José Solon PV                | 43     | PV (sem coligação)                                                    | 24.820  | 1,59%      |
| Major Avelar PSL                  | Carlos Sá PSL                | 17     | PSL (sem coligação)                                                   | 3.106   | 0,20%      |
| Geraldo Carvalho PSTU             | Hallyson Ferreira PSTU       | 16     | PSTU (sem coligação)                                                  | 2.037   | 0,13%      |
| Romualdo Brazil PSOL              | Osmarina Moura PSOL          | 50     | PSOL (sem coligação)                                                  | 1.445   | 0,09%      |
| Fontes:                           |                              |        |                                                                       |         |            |

### Segundo turno
| Candidatos a governador do estado | Candidatos a vice-governador | Número | Coligação                                                             | Votação | Percentual |
| --------------------------------- | ---------------------------- | ------ | --------------------------------------------------------------------- | ------- | ---------- |
| Wilson Martins PSB                | Moraes Souza Filho PMDB      | 40     | Para o Piauí Seguir Mudando (PSB, PMDB, PT, PRB, PTN, PR, PRP, PCdoB) | 921.313 | 58,93%     |
| Silvio Mendes PSDB                | R. Sá Filho PSDB             | 45     | A força do povo (PSDB, DEM, PPS, PSC)                                 | 642.165 | 41,07%     |
| Fontes:                           |                              |        |                                                                       |         |            |

## Resultado da eleição para senador
Treze candidatos disputaram duas vagas no Senado Federal dos quais Wellington Dias e Ciro Nogueira as conquistaram. Os candidatos Albetiza Araújo, Gervásio Santos, Marineide Albuquerque e Zilton Duarte tiveram suas candidaturas cassadas.

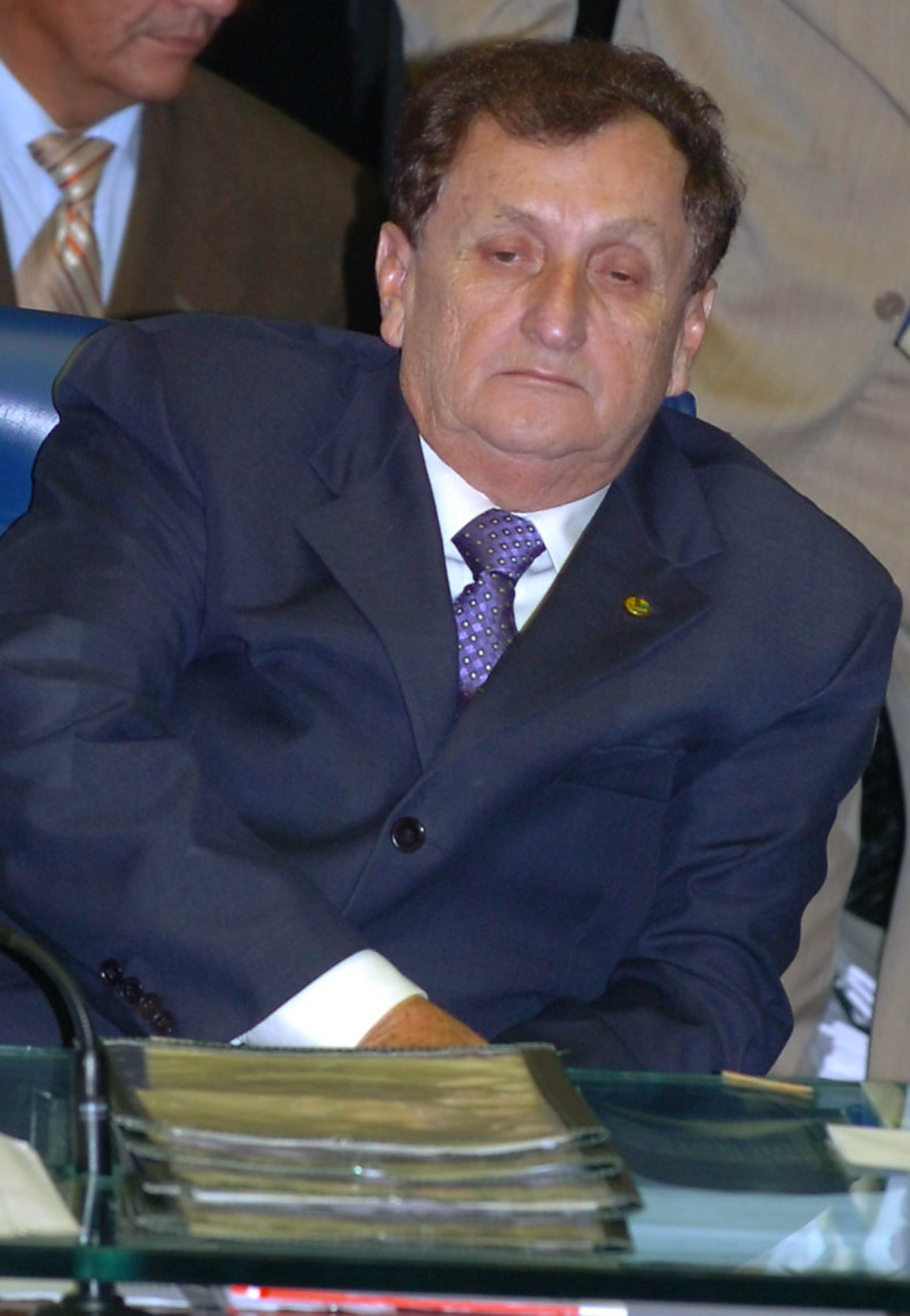
Mão Santa.

| Candidatos a senador da República | Candidatos a suplente de senador                        | Número | Coligação                                                             | Votação | Percentual |
| --------------------------------- | ------------------------------------------------------- | ------ | --------------------------------------------------------------------- | ------- | ---------- |
| Wellington Dias PT                | Regina Sousa PT Zé Santana PMDB                         | 131    | Para o Piauí Seguir Mudando (PSB, PMDB, PT, PRB, PTN, PR, PRP, PCdoB) | 997.513 | 32,52%     |
| Ciro Nogueira PP                  | João Claudino PRTB José Amauri PRTB                     | 111    | Por um Piauí Novo (PTB, PDT, PP, PRTB, PHS, PTC, PTdoB)               | 695.875 | 22,69%     |
| Mão Santa PSC                     | Cassandra Moraes Souza PSC Ismaías Mesquita PSC         | 200    | A Força do Povo (PSDB, DEM, PPS, PSC)                                 | 433.690 | 14,14%     |
| Heráclito Fortes DEM              | Valter Alencar Filho DEM Marcos Elvas PSDB              | 251    | A Força do Povo (PSDB, DEM, PPS, PSC)                                 | 424.350 | 13,84%     |
| Antônio José Medeiros PT          | Fabiano Eulálio PSB Anselmo Dias PCdoB                  | 132    | Para o Piauí Seguir Mudando (PSB, PMDB, PT, PRB, PTN, PR, PRP, PCdoB) | 412.185 | 13,44%     |
| Sgt. R. Silva PP                  | Francisco Alves Pereira PTB Queiroz do Judô PTB         | 112    | Por um Piauí Novo PTB, PDT, PP, PRTB, PHS, PTC, PTdoB                 | 45.572  | 1,49%      |
| Toim do Frango PSL                | Gersilda Araújo PSL Daniel Viana PSL                    | 177    | PSL (sem coligação)                                                   | 30.752  | 1,00%      |
| Antônio Florentino PV             | Jorge Leite PV Deocleciano Guedes PV                    | 431    | PV (sem coligação)                                                    | 18.188  | 0,59%      |
| Moisés Franco Pinto PMN           | Maria do Carmo Barbosa PMN Raimundo Nonato da Silva PMN | 331    | PMN (sem coligação)                                                   | 9.017   | 0,29%      |
| Fontes:                           |                                                         |        |                                                                       |         |            |

## Deputados federais eleitos
No Piauí foram eleitos dez (10) deputados federais, número que se mantém inalterado desde 1986 sendo que na apresentação da filiação partidária dos mesmos, relacionamos a legenda ao qual pertenciam no momento da eleição.
| Número  | Deputados federais eleitos | Partido | Votação | Percentual | Cidade onde nasceu  | Unidade federativa |
| 1515    | Marcelo Castro             | PMDB    | 171.697 | 10,35%     | São Raimundo Nonato | Piauí              |
| 1511    | Marllos Sampaio            | PMDB    | 141.504 | 8,53%      | Teresina            | Piauí              |
| 4040    | Átila Lira                 | PSB     | 120.528 | 7,27%      | Piripiri            | Piauí              |
| 2510    | Hugo Napoleão              | DEM     | 112.731 | 6,80%      | Portland            | Estados Unidos     |
| 2580    | Júlio César                | DEM     | 109.328 | 6,59%      | Guadalupe           | Piauí              |
| 1313    | Assis Carvalho             | PT      | 99.332  | 5,99%      | Oeiras              | Piauí              |
| 6565    | Osmar Júnior               | PCdoB   | 95.985  | 5,79%      | São Paulo           | São Paulo          |
| 1111    | Iracema Portela            | PP      | 91.352  | 5,51%      | Teresina            | Piauí              |
| 1410    | Paes Landim                | PTB     | 90.261  | 5,44%      | São João do Piauí   | Piauí              |
| 1333    | Jesus Rodrigues            | PT      | 69.287  | 4,18%      | Rio de Janeiro      | Rio de Janeiro     |
| Fontes: |                            |         |         |            |                     |                    |

## Deputados estaduais eleitos
No Piauí foram eleitos trinta (30) deputados estaduais, número que se mantém inalterado desde 1986 sendo que na questão da filiação partidária relacionamos a legenda ao qual pertenciam no momento da eleição.
| Número  | Deputados estaduais eleitos | Partido | Votação | Percentual | Cidade onde nasceu  | Unidade federativa |
| 40123   | Lilian Martins              | PSB     | 66.529  | 3,99%      | Teresina            | Piauí              |
| 13654   | Rejane Dias                 | PT      | 55.177  | 3,31%      | São João do Piauí   | Piauí              |
| 65123   | Robert Rios                 | PCdoB   | 52.799  | 3,17%      | Teresina            | Piauí              |
| 40111   | Wilson Brandão              | PSB     | 48.636  | 2,92%      | Rio de Janeiro      | Rio de Janeiro     |
| 45145   | Firmino Filho               | PSDB    | 47.634  | 2,86%      | Teresina            | Piauí              |
| 15101   | Kleber Eulalio              | PMDB    | 47.474  | 2,85%      | Teresina            | Piauí              |
| 15111   | Themístocles Filho          | PMDB    | 46.320  | 2,78%      | Teresina            | Piauí              |
| 14454   | Hélio Isaías da Silva       | PTB     | 42.231  | 2,53%      | Teresina            | Piauí              |
| 14114   | Fernando Monteiro           | PTB     | 41.937  | 2,51%      | Teresina            | Piauí              |
| 45123   | Luciano Nunes               | PSDB    | 37.860  | 2,27%      | Teresina            | Piauí              |
| 45555   | Marden Menezes              | PSDB    | 35.644  | 2,14%      | Teresina            | Piauí              |
| 40555   | Gustavo Neiva               | PSB     | 35.032  | 2,10%      | Teresina            | Piauí              |
| 15110   | Ana Paula Araújo            | PMDB    | 34.385  | 2,06%      | Guadalupe           | Piauí              |
| 12369   | Flávio Nogueira Júnior      | PDT     | 32.956  | 1,98%      | Teresina            | Piauí              |
| 13131   | Merlong Solano              | PT      | 31.351  | 1,88%      | Valença do Piauí    | Piauí              |
| 25132   | Edson Ferreira              | DEM     | 29.819  | 1,79%      | São Raimundo Nonato | Piauí              |
| 25123   | Juraci Leite                | DEM     | 28.877  | 1,73%      | Pedro II            | Piauí              |
| 15130   | Juliana Moraes Souza        | PMDB    | 28.634  | 1,72%      | Teresina            | Piauí              |
| 14789   | Lusieux Coelho              | PTB     | 28.049  | 1,68%      | Paulistana          | Piauí              |
| 40000   | Ismar Marques               | PSB     | 26.665  | 1,60%      | Luzilândia          | Piauí              |
| 40140   | Belê Medeiros               | PSB     | 24.736  | 1,48%      | Picos               | Piauí              |
| 15199   | Warton Santos               | PMDB    | 24.526  | 1,47%      | Picos               | Piauí              |
| 13147   | Henrique Rebelo             | PT      | 24.405  | 1,46%      | Teresina            | Piauí              |
| 13111   | Fábio Novo                  | PT      | 24.022  | 1,44%      | Bom Jesus           | Piauí              |
| 23123   | Antônio Félix               | PPS     | 23.750  | 1,42%      | Campo Maior         | Piauí              |
| 13252   | Paulo Martins               | PT      | 23.112  | 1,39%      | Campo Maior         | Piauí              |
| 11111   | Margarete Coelho            | PP      | 22.749  | 1,36%      | São Raimundo Nonato | Piauí              |
| 14000   | Nerinho                     | PTB     | 22.491  | 1,35%      | Picos               | Piauí              |
| 12312   | Ubiraci Carvalho            | PDT     | 20.814  | 1,25%      | Simplício Mendes    | Piauí              |
| 36789   | Evaldo Gomes                | PTC     | 10.900  | 0,65%      | Teresina            | Piauí              |
| Fontes: |                             |         |         |            |                     |                    |

## Estatísticas parlamentares
Na elaboração da lista a seguir o fato do DEM não contar com nenhum eleito em 2006 é devido ao fato que o partido à época inexistia, embora oriundo do PFL.
| Partido | Em 2010 | Em 2006 | Variação |
| ------- | ------- | ------- | -------- |
| PMDB    | 02      | 02      |          |
| PT      | 02      | 02      |          |
| DEM     | 02      | 00      |          |
| PTB     | 01      | 01      |          |
| PP      | 01      | 01      |          |
| PCdoB   | 01      | 01      |          |
| PSB     | 01      | 00      |          |
| PFL     | 00      | 02      |          |
| PSDB    | 00      | 01      |          |

| Partido | Em 2010 | Em 2006 | Variação |
| ------- | ------- | ------- | -------- |
| PSB     | 05      | 02      |          |
| PT      | 05      | 05      |          |
| PMDB    | 05      | 08      |          |
| PTB     | 04      | 02      |          |
| PSDB    | 03      | 03      |          |
| PDT     | 02      | 03      |          |
| DEM     | 02      | 00      |          |
| PCdoB   | 01      | 01      |          |
| PPS     | 01      | 01      |          |
| PP      | 01      | 00      |          |
| PTC     | 01      | 00      |          |
| PFL     | 00      | 04      |          |
| PL      | 00      | 01      |          |